# John Marshall
John Marshall, ameriški sodnik in politik; * 24. september 1755, Germantown, Virginija, ZDA, † 6. julij 1835, Filadelfija, Pensilvanija, ZDA.
Marshall je bil ena bistvenih osebnosti pri oblikovanju ustavnega prava ZDA, med drugim je uveljavil vrhovno sodišče ZDA kot enega od stebrov politične moči v državi. Med letom 1801 in njegovo smrtjo leta 1835 je deloval kot vrhovni sodnik ZDA, pred tem pa tudi kot član predstavniškega doma kongresa in pod predsednikom Johnom Adamsom kot državni sekretar.
Marshall je bil vrhovni sodnik z najdaljšim stažem v zgodovini ZDA in s tega položaja pomembno vplival na razvoj pravnega sistema v državi: med drugim je uveljavil prakso, po kateri so sodišča upravičena do revizij zakonov in njih preklica v primeru neskladja z ustavo, tako pa je utrdil status sodišč kot sistema avtonomne veje oblasti.
1. 1 2  data.bnf.fr: platforma za odprte podatke — 2011.
2. 1 2  Smentkowski B. P. Encyclopædia Britannica